# Porta Portese
Porta Portese es una antigua puerta de la ciudad de Roma (Italia) que se encuentra al final de la Vía Portuensis, donde se une con Vía Porta Portese, cerca de las orillas del Tíber, en el extremo sur del barrio del Trastévere.

## Historia

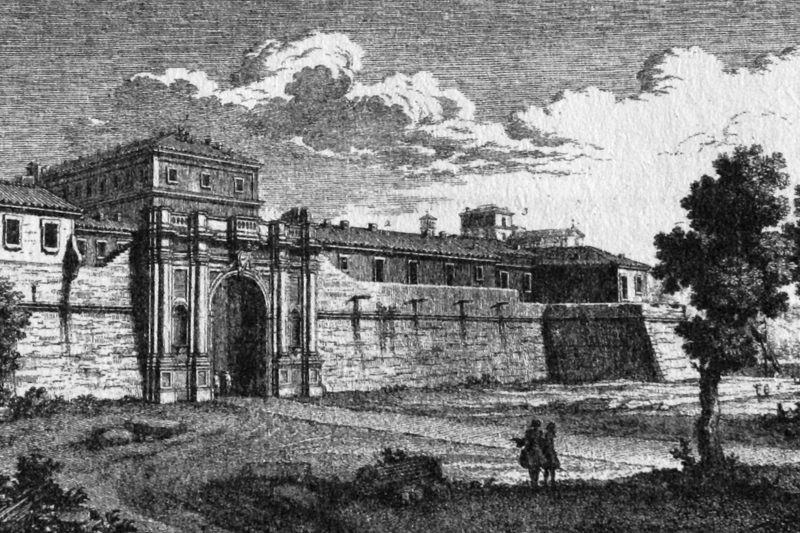
Porta Portese según un grabado de Giuseppe Vasi, del año 1747.

En 1644 Urbano VIII propuso reformar la antigua puerta, que estaba en ruinas por aquellos años, por lo que el papa le encargó el proyecto a Marco Antonio De Rossi, que dotó a la puerta con un mármol de gran calidad. Cuando se inauguró, Urbano VIII había fallecido, tras esto, Inocencio X colocó su propio escudo de armas en el frontón de la puerta, representando el poder papal dentro de la ciudad eterna.
La aduana que se encontraba detrás de la puerta fue derribada en 1915, esto facilitó la vista de Santa María del Priorato.